# Луи I Бурбон-Конде
Луи I дьо Бурбон-Конде (7 май 1530, Вандом, Лоар и Шер, Франция – 13 март 1569, Жарнак, Шарант, Франция) – принц дьо Конде, родоначалник на рода Конде. Син на Шарл IV дьо Бурбо́н/първи херцог дьо Вандом/ и Франсоаз дьо Алансон.

## Биография
По времена раздорите между Гизите и Бурбоните, Конде, е женен за племенницата на Колини, и става глава на хугенотския заговор в Амбуаз. Заговорът е открит, Конде осъден на смърт, но спасен от Франсоа II (1560).
Командвайки хугенотите, Конде (1562) започва първата религиозна война, превземайки град Орлеан, Руан и др., но в края на същата година е разбит при Дрьо; ранен и взет в плен, той сключва мир в Амбуаз (1563).

## Бракове и деца
1-ви брак:На 22 юни 1551 година Луи I дьо Бурбон-Конде встъпва в брак с Елеонора дьо Роа (24 февруари 1535 — 23 юли 1564, Конде-ан-Бри). От този брак има 8 деца:
- Анри I Бурбон, принц Конде (1552 — 1588)
- Маргарита дьо Бурбон (1556, ум.)
- Шарл дьо Бурбон (1557 – 1558), граф дьо Валери
- Франсоа дьо Бурбон-Конти (19 август 1558 — 3 август 1614), принц Конти, суверенен княз на Шато-Рено
- Луи дьо Бурбон (1562 — 1563)
- Карл II дьо Бурбон (19 август 1562 — 30 юли 1594), архиепископ на Руан от 1594 година
- Мадлен дьо Бурбон (1563 — 1563)
- Катрин дьо Бурбон (1564)

2-ри брак:На 8 ноември 1565 година Луи встъпва в брак с Франсоаза Орлеанска Лонгвил. Имат три деца, от които един преживял син:
- Шарл дьо Бурбон-Соасон, граф Соасон и Дрьо (3 ноември 1566 —1 ноември 1612)